# Choe Je-u
Choe Je-u (en hangul, 최제우; en hanja, 崔濟愚 ; 18 de diciembre de 1824-15 de abril de 1864), nombre artístico Su-un (수운, 水雲), fue un líder religioso coreano. Fue el fundador de Donghak, un movimiento religioso que empatizaba con las dificultades de los minjung (el pueblo marginado de Corea), se oponía al catolicismo y su asociación con el imperialismo occidental, y ofrecía una alternativa al neoconfucianismo ortodoxo.
Choe combinó el chamanismo coreano, el taoísmo, el budismo y el neoconfucianismo espiritual en una «escuela original de pensamiento» que incluía entre sus principios la rebelión y el pensamiento antigubernamental. No tenía una ideología nacionalista o antifeudal concreta;más bien, «su visión era religiosa, y su misión era recordar a sus compatriotas que la fuerza residía en revivir los valores tradicionales". Sin embargo, las autoridades de Joseon confundieron sus enseñanzas con el catolicismo, y fue ejecutado en 1864 por predicar supuestamente enseñanzas heréticas y peligrosas.
Su nombre de nacimiento era Choe Je-seon («salvar y proclamar»). Durante su infancia también le llamaban Bok-sul («dichosamente feliz»). Tomó el nombre de Je-u («salvador de los ignorantes») en 1859. Sus discípulos lo llamaban Su-un («nube de agua»), que era el nombre que usaba para sus escritos, y también lo llamaban Daesinsa, el gran maestro. De ahora en adelante se utilizará su seudónimo Su-un.

## Biografía
Su-un nació en una familia aristocrática ( yangban ) el 18 de diciembre de 1824 (el día 28 del décimo mes) en Kajong-ni, un pueblo situado cerca de Gyeongju, la antigua capital de Silla, que es ahora una ciudad de la provincia sudoriental de Gyeongsang.
Silla fue la primera dinastía unificada de la península coreana y tenía una fuerte tradición académica y budista. Uno de sus antepasados fue un famoso erudito que había servido en la corte del emperador Tang de China y había regresado a Silla. Uno de sus contemporáneos lo llamó el «Confucio de Corea». Además, fue considerado el fundador del taoísmo en la península.
Su padre, Choe Ok, era un erudito que no había conseguido obtener un puesto en el gobierno, pues su clan no contaba con el favor de los que entonces estaban en el poder. Había cumplido sesenta años y se había casado y enviudado dos veces sin tener ningún hijo. Adoptó a un sobrino para preservar su propio linaje antes de casarse con una viuda llamada Han. De esta unión final nació Su-un, pero era considerado ilegítimo en el sistema neoconfuciano: los hijos de una viuda que se había vuelto a casar ocupaban una posición baja en la jerarquía social y no podían, por ejemplo, presentarse a los exámenes civiles necesarios para convertirse en funcionario público. A pesar de ello recibió una buena educación: Choe Ok ciertamente proporcionó a su hijo una base cultural sólida, dentro del neoconfucianismo y quizás otras tradiciones doctrinales como el taoísmo.
Su madre murió cuando él tenía seis años y su padre cuando tenía dieciséis. Se casó, aún adolescente, con la señora Park, de Ulsan. Llevó una vida itinerante antes de establecerse finalmente con su familia en Ulsan, en 1854. Aunque recibió educación confuciana, participó de prácticas, rituales y creencias budistas, incluida la interacción con monjes, la visita a templos y la abstención de comer carne. En 1856 comenzó un retiro de 49 días en el monasterio budista de Naewon-sa, pero tuvo que abandonarlo el 47.o día para asistir al funeral de su tío. Al año siguiente logró completar los 49 días en las cuevas de Cheok-myeol, pero no encontró la experiencia espiritualmente satisfactoria.
En 1858 perdió su casa y todos sus efectos por quiebra, y regresó con su familia al hogar paterno en 1859. Mientras estuvo allí, pasó su tiempo en oración y meditación. La discriminación y las dificultades económicas a las que tuvo que hacer frente parecieron servir de estímulo para sus ideas «revolucionarias». Más tarde escribió que lamentaba la «enfermedad de la sociedad desde los diez años, tanto que sentía que estaba viviendo en una "época oscura"». Su-un sintió que estaba llamado a abordar la causa raíz de la «época oscura», que él consideraba el agotamiento espiritual interior y la corrupción social. Consideraba que el enorme poderío imperial occidental se debía a una combinación de poder militar y espiritual. Parecía que las tradiciones espirituales coreanas, en particular el confucianismo, habían perdido su propio poder. De hecho, el confucianismo era una herramienta de las clases altas para mantener el status quo.
Según su propio relato, estaba muy preocupado por el desorden público en Corea, las invasiones del cristianismo y la dominación del este de Asia por las potencias occidentales, lo que parecía indicar que el favor divino había pasado a manos de extranjeros:

Un extraño rumor se extendió por el país: los occidentales habían descubierto la verdad y no había nada que no pudieran hacer. Nada podía resistirse a su poder militar. Incluso China estaba siendo destruida. ¿Correrá también nuestro país la misma suerte? Su Camino se llama Sabiduría Occidental, la religión de Cheonju, su doctrina, la Sagrada Enseñanza. ¿Es posible que conozcan el Orden Celestial y hayan recibido el Mandato Celestial? 

### Actividades religiosas
El 25 de mayo de 1860 (el quinto día del cuarto mes del calendario lunar) experimentó su primera revelación, el kaepyeok, en el pabellón Yongdam de su padre en el monte Gumi, varios kilómetros al noroeste de Gyeongju: un encuentro directo con Sangje («Señor del Cielo»). Durante el encuentro, Su-un recibió dos regalos, un talismán (el Yeongbu) y un encantamiento (el Jumun). El talismán era un símbolo dibujado en un papel que debía quemarse, mezclarse con agua e ingerirse. El encantamiento debía cantarse repetidamente. Siguiendo estos rituales se podría restaurar la salud física y espiritual. Según Beirne, la extracción meditativa y el consumo del Yeongbu eran «un signo visible y una celebración de la unión íntima entre el Señor del Cielo y el practicante, cuyo efecto vigoriza tanto el cuerpo como el espíritu».
El uso del ritual del encantamiento maduró con el tiempo. Inicialmente el énfasis estaba en la restauración de la salud física. Una variante posterior del encantamiento puso más énfasis en la iluminación espiritual. Con respecto a la iluminación espiritual, el propósito de recitar el encantamiento era provocar la presencia del Señor del Cielo en cada ocasión dentro del creyente o lograr una conciencia de la morada del Señor del Cielo a través de la práctica, la repetición y el refinamiento del espíritu. Ambas interpretaciones parecen estar implícitas en sus escritos.
Su-un fue instruido por Dios para difundir su enseñanza a la humanidad. Se dedicó durante tres años a hacer proselitismo. Sus primeros escritos fueron en coreano vernáculo y estaban destinados a su familia. Fueron compuestos como poemas o canciones en un estilo gasa de cuatro tiempos, que se presta a la memorización. Después de un año de meditación, escribió ensayos en chino clásico para exponer sus ideas. Sin embargo, continuó escribiendo en coreano vernáculo, lo que aumentó su popularidad entre la gente común y las mujeres que no sabían leer chino. Él llamó a su doctrina donghak («aprendizaje oriental») para distinguirla del seohak («aprendizaje occidental») de los católicos. El aprendizaje oriental puede entenderse como «aprendizaje coreano». Esto se desprende del hecho de que la Corea de Joseon era conocida como el País del Este debido a su ubicación al este de China.
El donghak era en gran medida una combinación de chamanismo coreano, taoísmo, budismo y neoconfucianismo. La evidencia de esto último es claramente discernible solo a partir de la etapa intermedia del pensamiento de Su-un, y es un índice de la evolución de su teología. Sin embargo, según Park So-jeong, el donghak no es simplemente un «sincretismo de tradiciones filosóficas asiáticas aderezado con aspiraciones coreanas de modernización», sino más bien una «escuela de pensamiento nueva u original». Por otra parte, una evaluación anterior de Susan Shin enfatizó la continuidad del donghak con una rama espiritual del neoconfucianismo ejemplificada por la enseñanza de Wang Yangming.
El concepto de Su-un del Dios singular (Cheonju/Sangje) o Dios/Cielo, parecía reflejar el del catolicismo, aunque difería con respecto a las ideas de transitoriedad e inmanencia. Además, al igual que el catolicismo, el donghak era comunitario e igualitario. Los neoconfucianos ortodoxos que estaban en el poder en el momento de su fundación veían al catolicismo y al donghak como amenazas desde dos puntos de vista. En primer lugar, si bien hay muchos dioses, ningún dios por sí solo tenía el poder de desafiar el orden confuciano existente. Sin embargo, un creyente en un Dios omnisciente o en un Dios/Cielo podría poner sus demandas por encima de las de un rey humano. También se esperaría que los creyentes rechazaran a otros dioses y así se mantuvieran apartados de aquellos con creencias menos dogmáticas, perturbando así la armonía del reino. En segundo lugar, el catolicismo y el donghak practicaban rituales grupales que estaban fuera del control del gobierno y, además, exigían el derecho a practicar esos rituales. En otras palabras, engendraron un concepto de libertad religiosa que era nuevo en Corea. Aunque Su-un intentó distinguir entre el donghak y el catolicismo, los funcionarios del gobierno los confundieron y ambos fueron preseguidos.
Según Susan Shin, Su-un se enteró de que era sospechoso de catolicismo y desde junio de 1861 hasta marzo de 1862 se refugió en la provincia de Jeolla para evitar ser arrestado, pasando el invierno en un templo budista en Namwon. Mientras estuvo allí, escribió partes importantes de sus escrituras, incluyendo Discusiones sobre el aprendizaje, Canción de estímulo para el aprendizaje y Poema sobre el entrenamiento espiritual.
Se estima que el número de sus seguidores antes de su arresto en 1863 oscilaba entre cientos y decenas de miles; se hizo famoso en toda la península. Había establecido asambleas en al menos doce pueblos y ciudades, ubicados principalmente en la parte sureste de la República de Joseon.
Su-un fue arrestado poco antes del 10 de diciembre de 1863 por predicar enseñanzas presuntamente heréticas y peligrosas. Fue juzgado, declarado culpable el 5 de abril de 1864 y decapitado el 15 de abril de 1864 (el día 10 del tercer mes) en Daegu, en el lugar que hoy está marcado por su estatua. Su tumba está en un parque en Yugok-dong, a unos kilómetros al norte de Ulsan.

### Programa político
Algunos estudiosos del donghak han asumido que tenía una ideología nacionalista. Sin embargo, según Susan Shin: Su-un «no abordó concretamente los problemas de la integración de Corea en el orden internacional. Su visión era religiosa y su misión era recordar a sus compatriotas que la fuerza residía en revivir los valores tradicionales».  El objetivo del donghak era la protección del pueblo, lo que podría considerarse patriótico, pero eso no implica nacionalismo. Era simplemente una red/marco de seguidores de las opiniones y rituales religiosos de Su-un. Los líderes posteriores, a principios del siglo xx, aspiraron a un estado coreano moderno principalmente a través de la educación. Sin embargo, estas aspiraciones finalmente condujeron a enfrentamientos violentos con las autoridades japonesas.
Las revueltas campesinas en Gyeongsang en 1862 fueron contemporáneas al ministerio de Su-un; sin embargo, un análisis detallado de las circunstancias reveló que aquellas fueron una reacción a la corrupción de los funcionarios locales. No se mencionó ninguna influencia religiosa y se descartó la presencia de cualquier ideología antifeudalista.
Por otra parte, las autoridades coreanas de Joseon malinterpretaron las intenciones del donghak. Un comunicado del gobierno advertía: «esta cosa llamada donghak heredó todos los métodos del saber occidental, mientras que solo cambió su nombre para confundir e incitar a los oídos ignorantes. Si no se la castiga y apacigua en su infancia según las leyes del país, ¿cómo sabemos que no se convertirá gradualmente en otro Turbante Amarillo o Loto Blanco?»La Rebelión Taiping en China también estaba en marcha cuando se fundó el donghak y, por coincidencia, su líder Hong Xiuquan murió el 1 de junio de 1864, poco después de Su-un.

### Legado

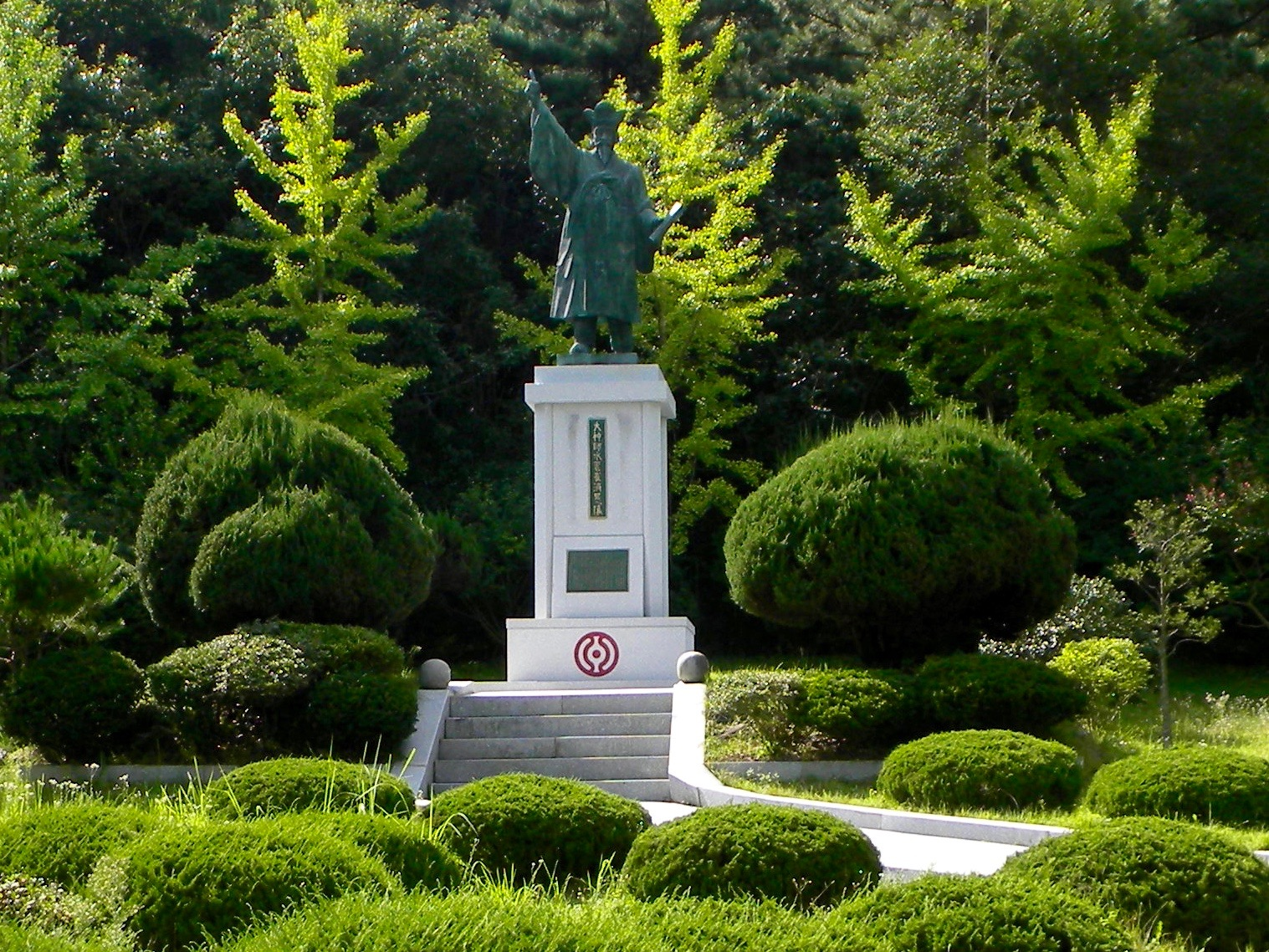
Estatua de Choe Je-u

Después de su muerte, el movimiento continuó con Choe Sihyeong (Haewol, 1827-1898). Las obras de Su-un fueron recopiladas en dos volúmenes: La Biblia de la Doctrina Donghak (en coreano-chino, 1880) y Los Himnos del Lago Dragón (en coreano, 1881).
En 1894, la brutalmente reprimida Revolución Campesina Donghak, liderada por Jeon Bongjun (1854-1895), preparó el escenario para la primera guerra sino-japonesa, que puso a Corea bajo control japonés. Haewol logró evitar la captura durante cuatro años, pero finalmente fue ejecutado en 1898. A raíz de este desastre, el movimiento fue reorganizado drásticamente por Son Byong-Hi (Uiam, 1861-1922), quien modernizó el donghak según los estándares occidentales, que aprendió durante un exilio de cinco años en Japón, donde vivió bajo un nombre falso. Sin embargo, cuando uno de sus principales lugartenientes abogó por la anexión de Corea a Japón, Uiam lo excomulgó y rebautizó el donghak como cheondogyo en 1905. Las autoridades japonesas toleraron este último, aunque se consideraba una pseudorreligión. Después de la anexión de Corea por Japón, los líderes cheondogyo y protestantes se manifestaron en contra y fueron un factor importante en el Movimiento Primero de Marzo de 1919, en su etapa pacífica inicial. Aunque el Movimiento Primero de Marzo fracasó, los miembros del cheondogyo siguieron activos en muchas organizaciones sociales, políticas y culturales durante el resto del período colonial. Sin embargo, hoy en día solo queda un pequeño remanente en Corea del Sur. En Corea del Norte es simplemente un componente nominal del Partido de los Trabajadores. Pese a todo, académicos como Moon Myong-sook consideraron que la cosmovisión y la ética del donghak son particularmente relevantes en el siglo xxi.
La vida de Su-un fue el tema de la película de Stanley Park de 2011 La pasión de un hombre llamado Choe Che-u (동학, 수운 최제우).

## Obras
Sus obras fueron prohibidas y quemadas después de su ejecución, pero dos libros canónicos, uno en prosa y otro de poesía, fueron compilados y publicados más tarde por Choe Sihyeong:
- Biblia de la Doctrina Donghak (동경대전, 東經大全, Donggyeong Daejeon ) en coreano-chino.
  - Publicado en Inje el 15 de julio de 1880.
  - Reeditado en 1000 copias en Mokcheon, al este de Cheonan, en febrero de 1883.
- Los himnos del lago Dragón (용담유사, 龍潭遺詞, Yongdam Yusa ) en coreano.
  - Publicado en Danyang en julio de 1881.